# Наримановский район (Баку)
Наримановский район города Баку (азерб. Nərimanov rayonu) — административная единица Азербайджана, один из 12 административных районов города Баку. Расположен в южной части Абшеронского полуострова.

## История
Район был образован в 1941 году как Кишлинский район города Баку. В августе 1957 года был переименован в Наримановский район в честь азербайджанского писателя, общественного и политического деятеля Наримана Нариманова.
В декабре 1959 года был упразднён Дзержинский район города Баку. В январе 1960 года его территория была передана в административное подчинение Наримановского района.
С 27 августа 1957 года по 6 октября 1977 года действовал исполнительный комитет Совета трудовых депутатов Наримановского района.
С 7 октября 1977 года по 17 октября 1991 года действовал исполнительный комитет Совета народных депутатов Наримановского района.
18 октября 1991 года Совет народных депутатов Наримановского района был упразднён.
С 20 ноября 1991 года действует Исполнительная власть Наримановского района.

## Общие сведения
Территория района составляет 20,17 км2. В район входит Наримановский городской муниципалитет, 3-й участковый административный территориальный округ.
В районе действуют 6 НИИ и проектных институтов, 10 банков и их филиалы, 9 учреждений связи.
В районе 8 ВУЗов, 22 средние школы, 3 лицея, 34 детских сада, 27 учреждений здравоохранения, 9 поликлиник, 4 исторических памятника.
Действуют 4 парка отдыха, 1 дворец культуры, 1 кинотеатр, 5 библиотек на 348 183 книг.

На территории района расположен Бакинский зоологический парк.

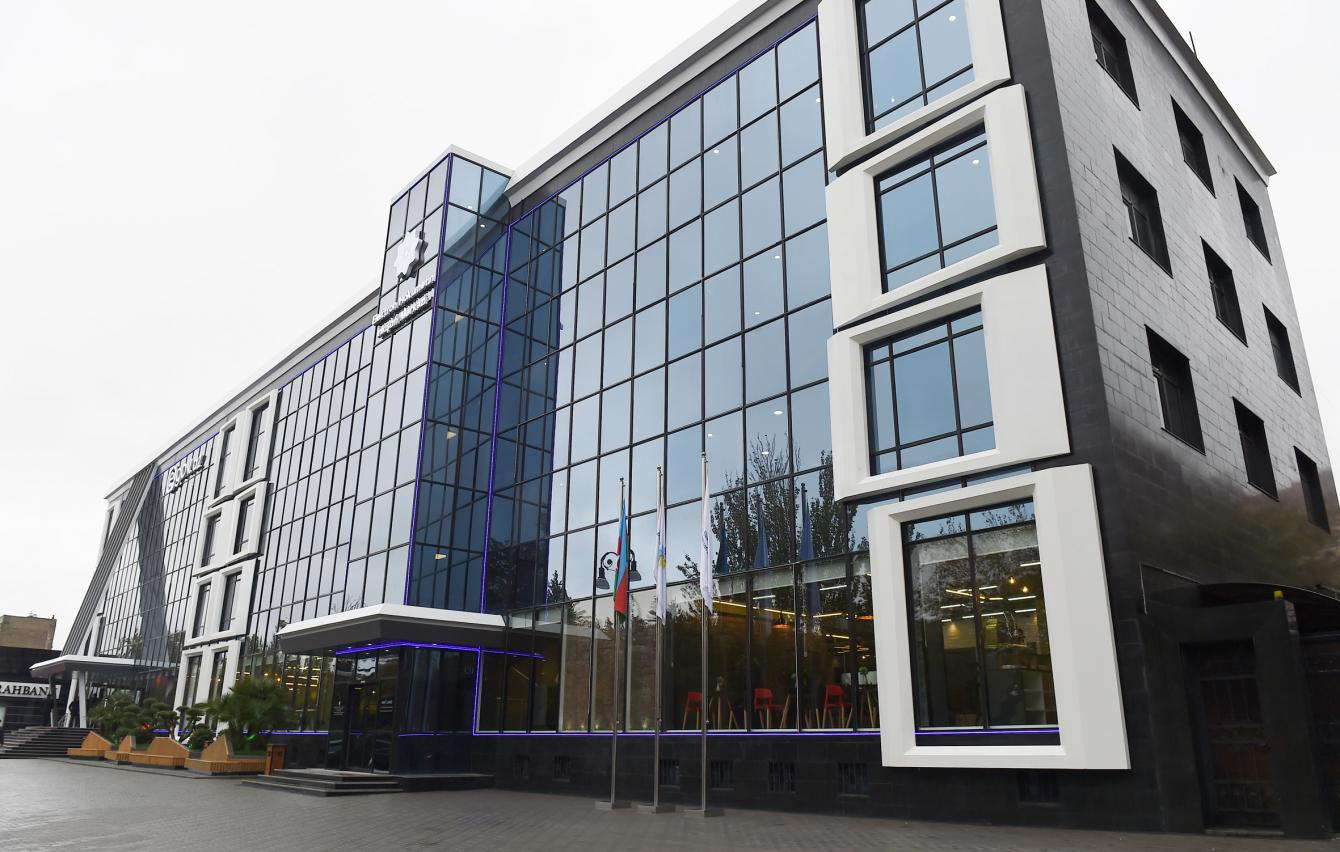
Центр развития электронного правительства

В районе проживали 3 606 семей (14 645 чел.) беженцев от Карабахского конфликта.
12 ноября 2018 года был открыт Центр развития электронного правительства. При центре действуют Центр инкубации и акселерации «INNOLAND», учебно-образовательный центр информационных технологий.
21 июня 2017 года открыто новое административное здание Наримановского районного суда.
13 декабря 2013 года открыт парк «Деде Горгуд» площадью 6 гектар.

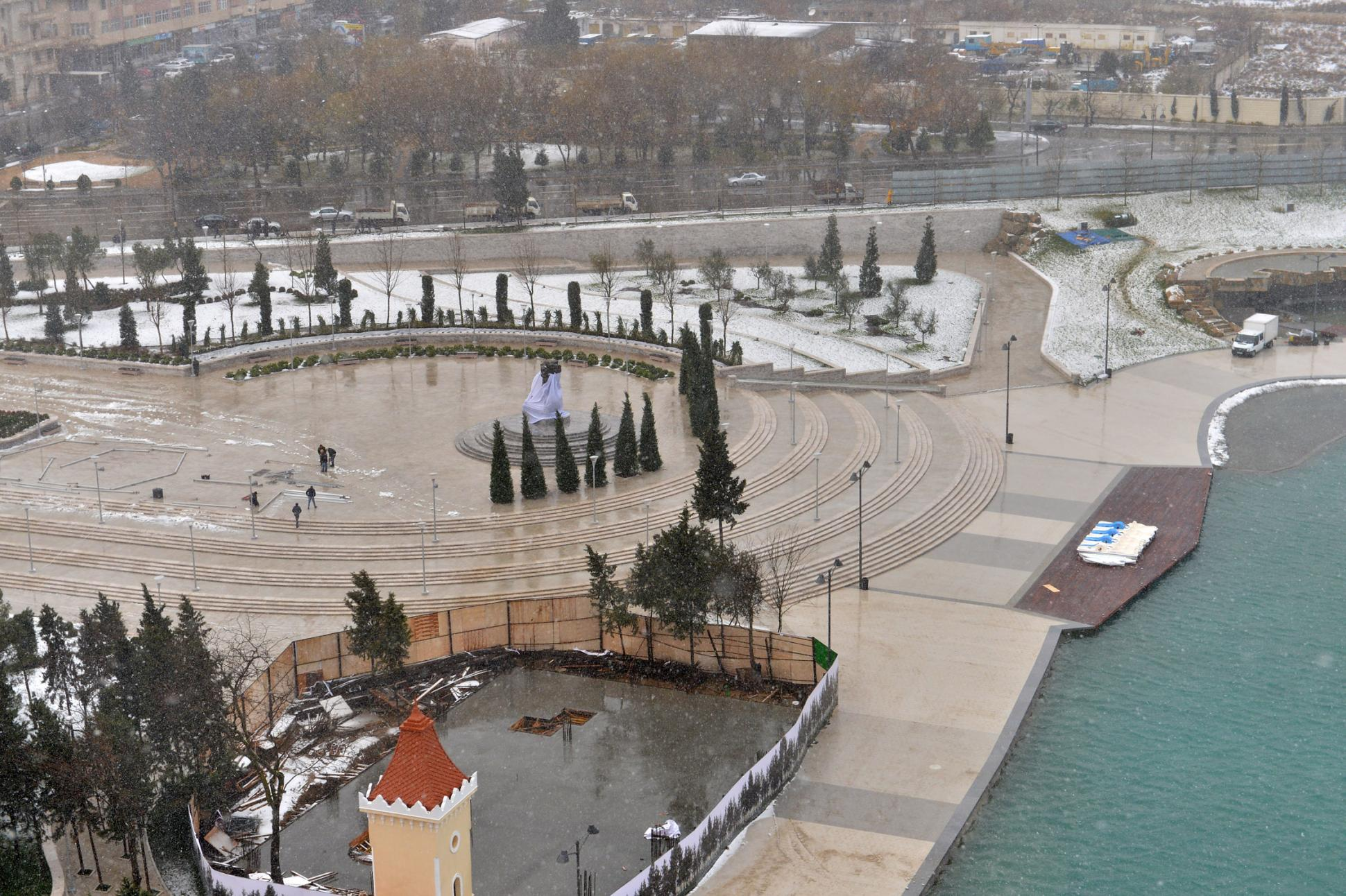
Парк Деде Горгуд

7 февраля 2025 года открыт парк около станции метро «Гянджлик» площадью 19 гектар. На территории парка находится историческое административное здание, которое было отреставрировано. В парке высажено 20 000 деревьев и кустарников. Создан подземный переход, соединяющий с парком «Деде Горгуд».

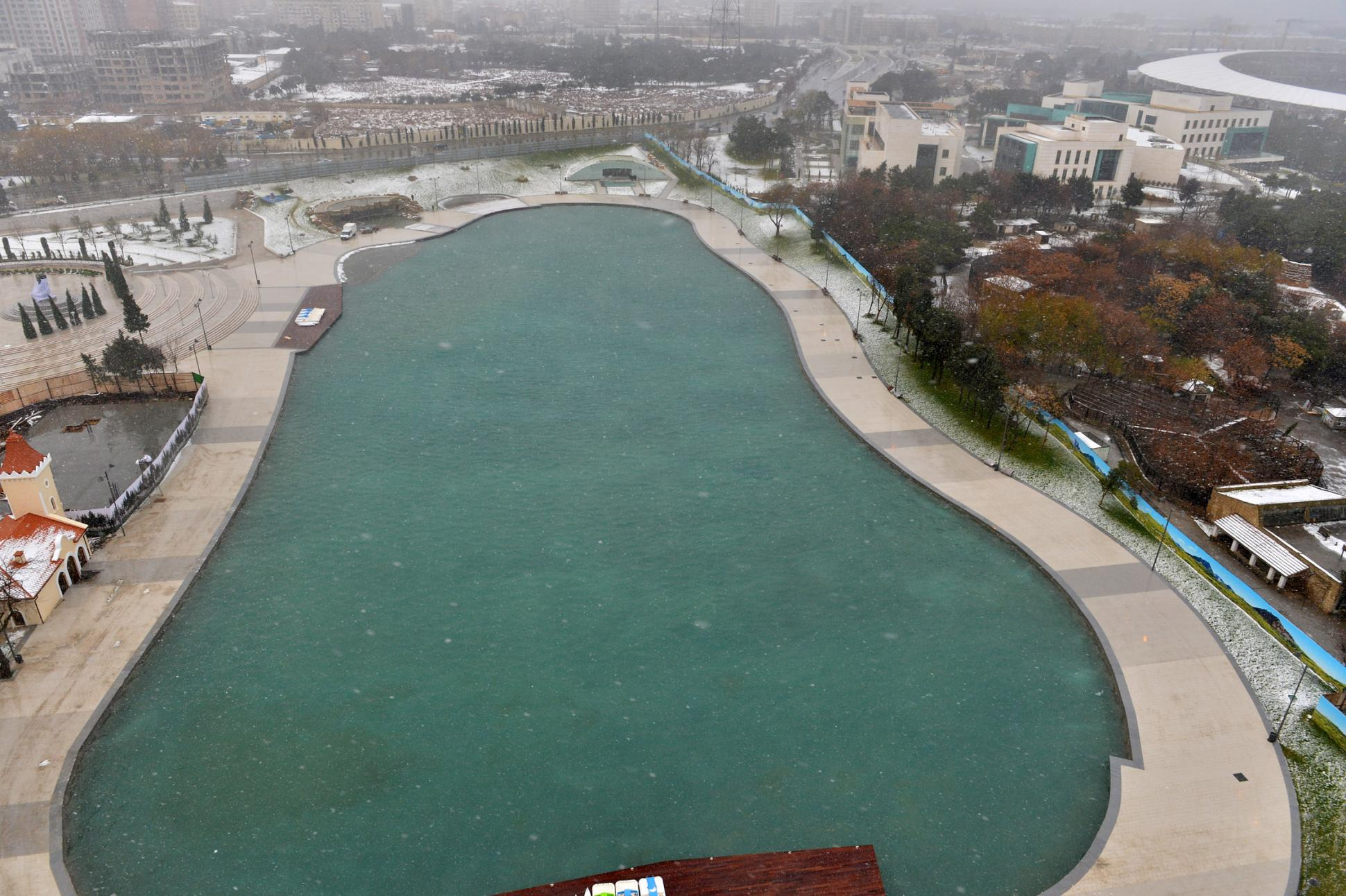
Озеро в парке Деде Горгуд

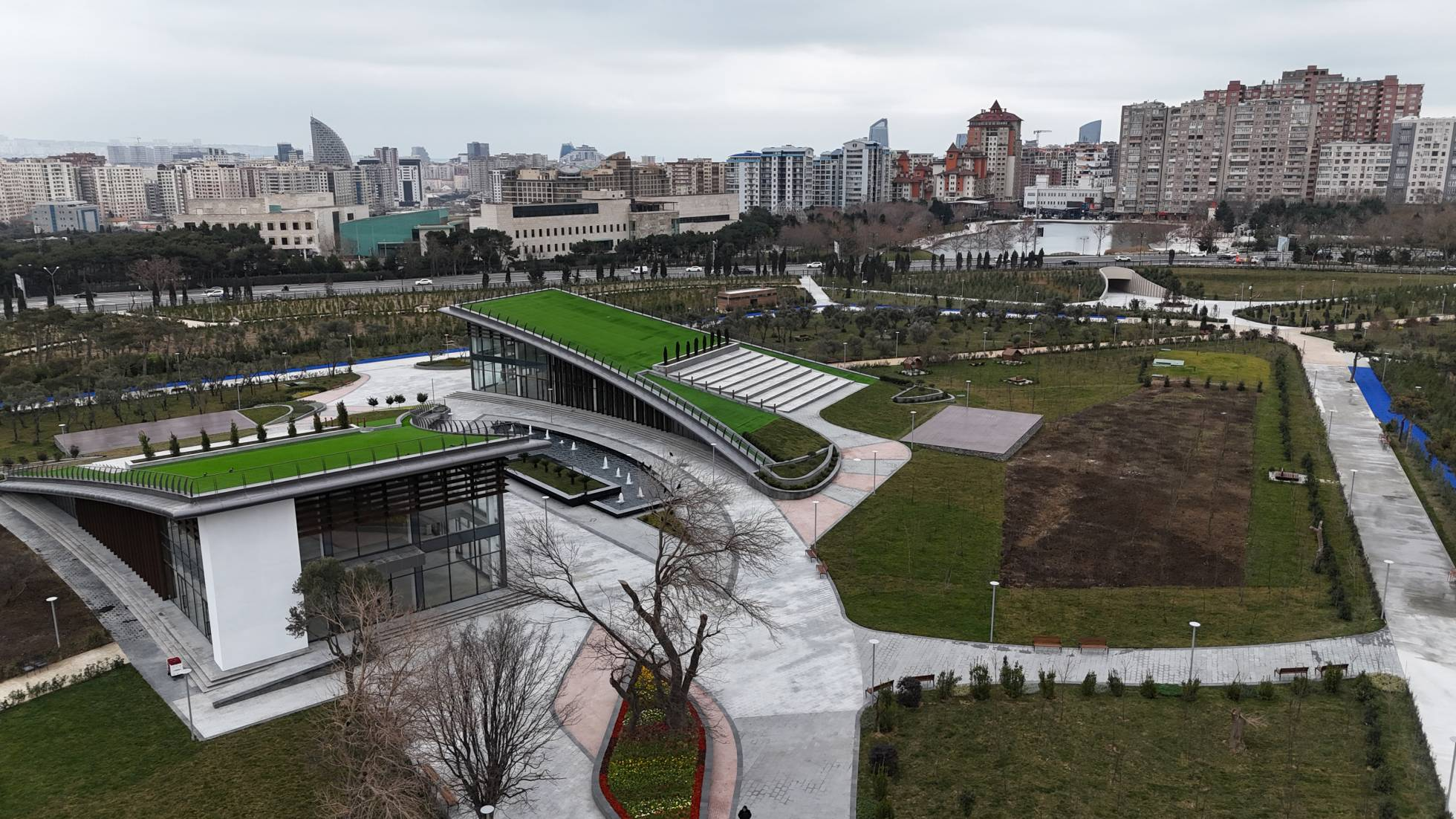
Парк около метро «Гянджлик» 2025

## Управление
Деятельность исполнительной власти Наримановского района основана на Положении о местных исполнительных властях согласно Указу Президента Азербайджана от 16 июня 1999 года № 138.
6 июня 2012 года было новое принято положение о местных исполнительных органах.
3 августа 1999 года было принято положение о районе.
При главе исполнительной власти района действует Совет из 10 чел.

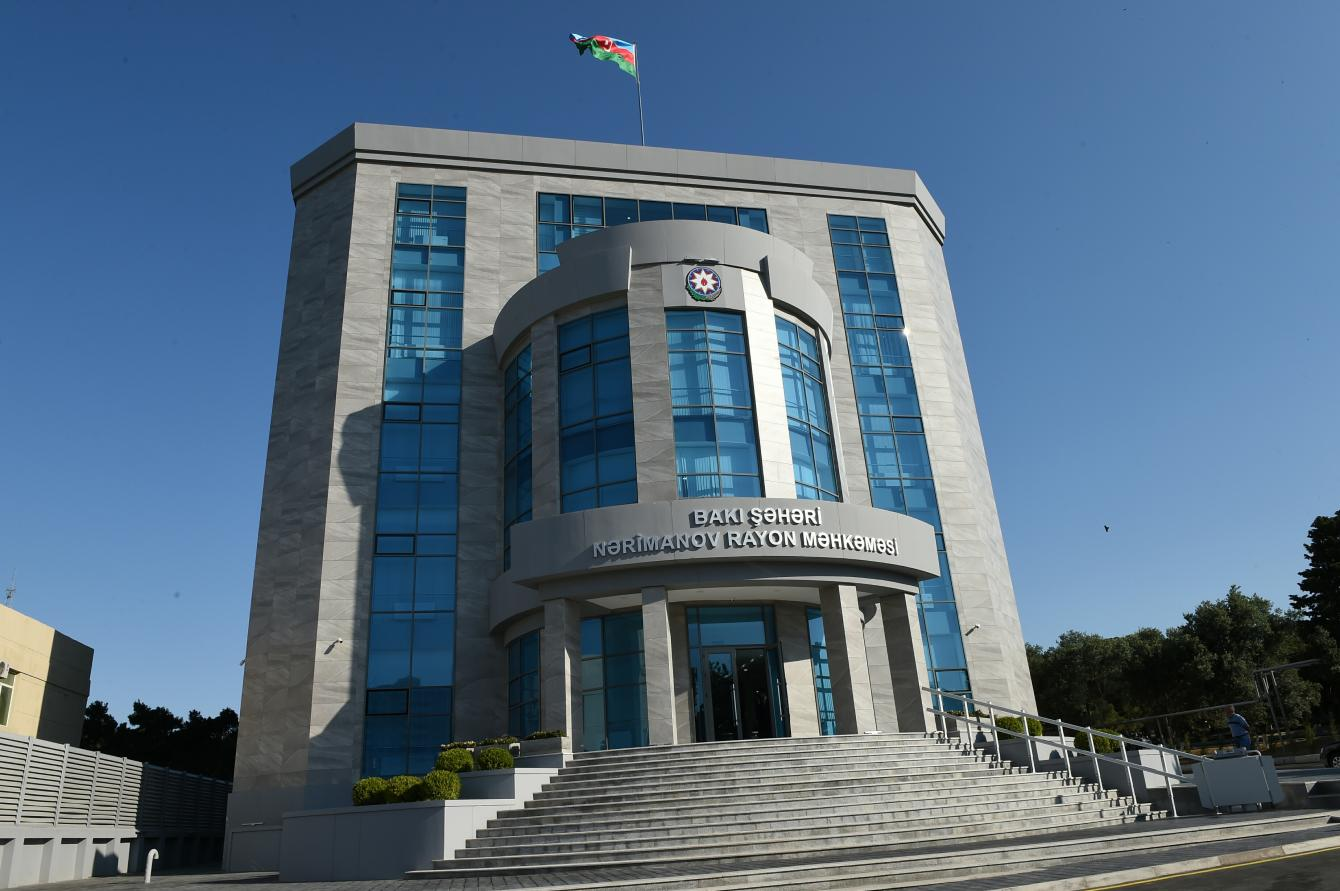
Наримановский районный суд

## Население
| Год | 2016    | 2020    | 2023    |
| --- | ------- | ------- | ------- |
| чел | 180 316 | 179 800 | 180 084 |

## Экономика
В Наримановском районе, граничащем с Хатаинским районом города, сосредоточено большое количество промышленных предприятий города. Действует 22 крупных предприятия, в том числе Бакинский завод шампанских вин, Бакинский вино-водочный завод, механико-ремонтный завод им. Г. Гаджиева, машиностроительный завод им. Саттар-хана, Бакинский сталелитейный завод, Бакинский завод бытовых кондиционеров, завод по производству холодильников «Чинар», завод «Азершина», Бакинский прядильный комбинат.

## Жилищное строительство
На пересечении улиц Тебриз и Ахмедбека Агаоглу планируется строительство 5 современных жилых комплексов.

## Спорт
На территории района расположено большое количество спортивных сооружений и арен. Среди них выделяется комплекс сооружений вокруг Национального олимпийского комитета Азербайджана и вторая по величине футбольная арена Азербайджана — Республиканский стадион имени Тофика Бахрамова.

## Главы
- Тариэль Гулиев (? — 10 августа 1992)[9]
- Шамиль Гулиев (10 августа 1992 — 12 июля 1993)[9][10]
- Мубариз Раджабов (9 августа 1993 — 13 декабря 1999)[11][12]
- Зульфугар Казимов (11 февраля 2000 — 8 апреля 2004)[13][14]
- Ильгар Аббасов[азерб.] (8 апреля 2004 — 21 декабря 2005)[15][16]
- Абдин Фарзалиев (21 декабря 2005 — 19 января 2022)[17][18][19]
- Эльгин Хабибуллаев (с 18 февраля 2022)[20]

## Галерея

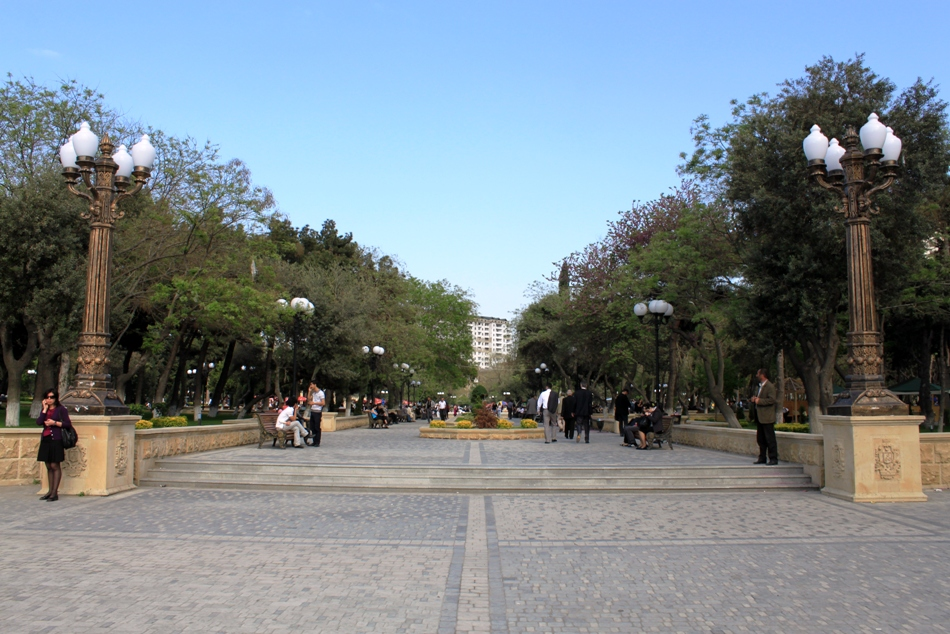
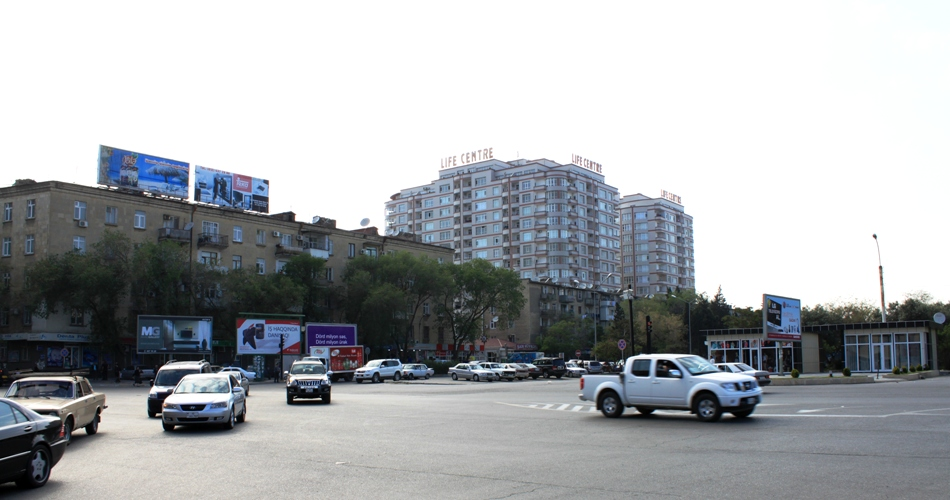
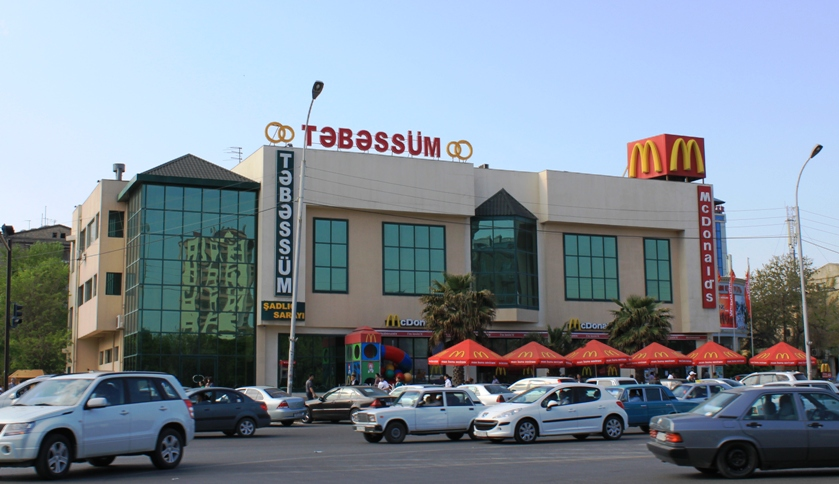
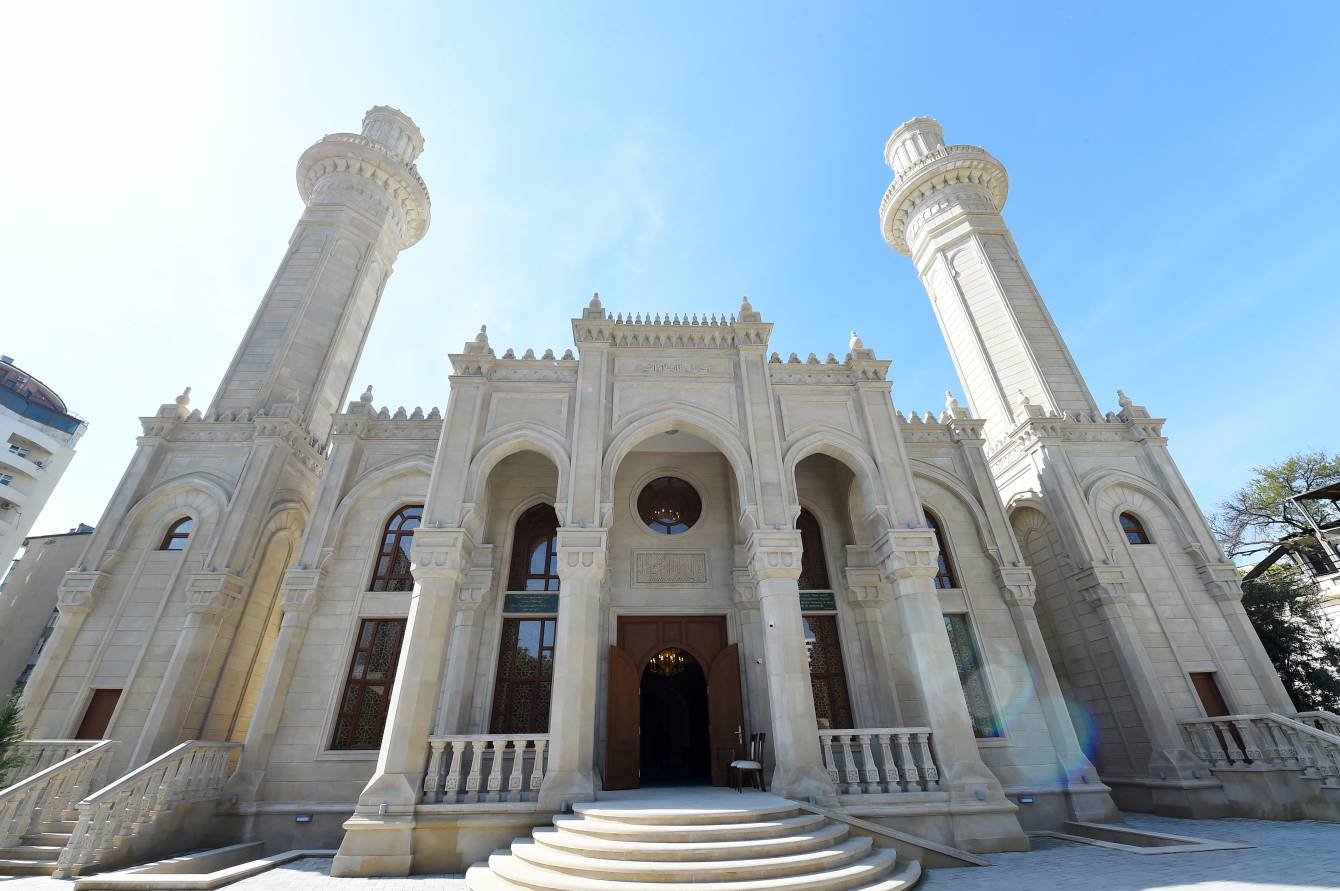
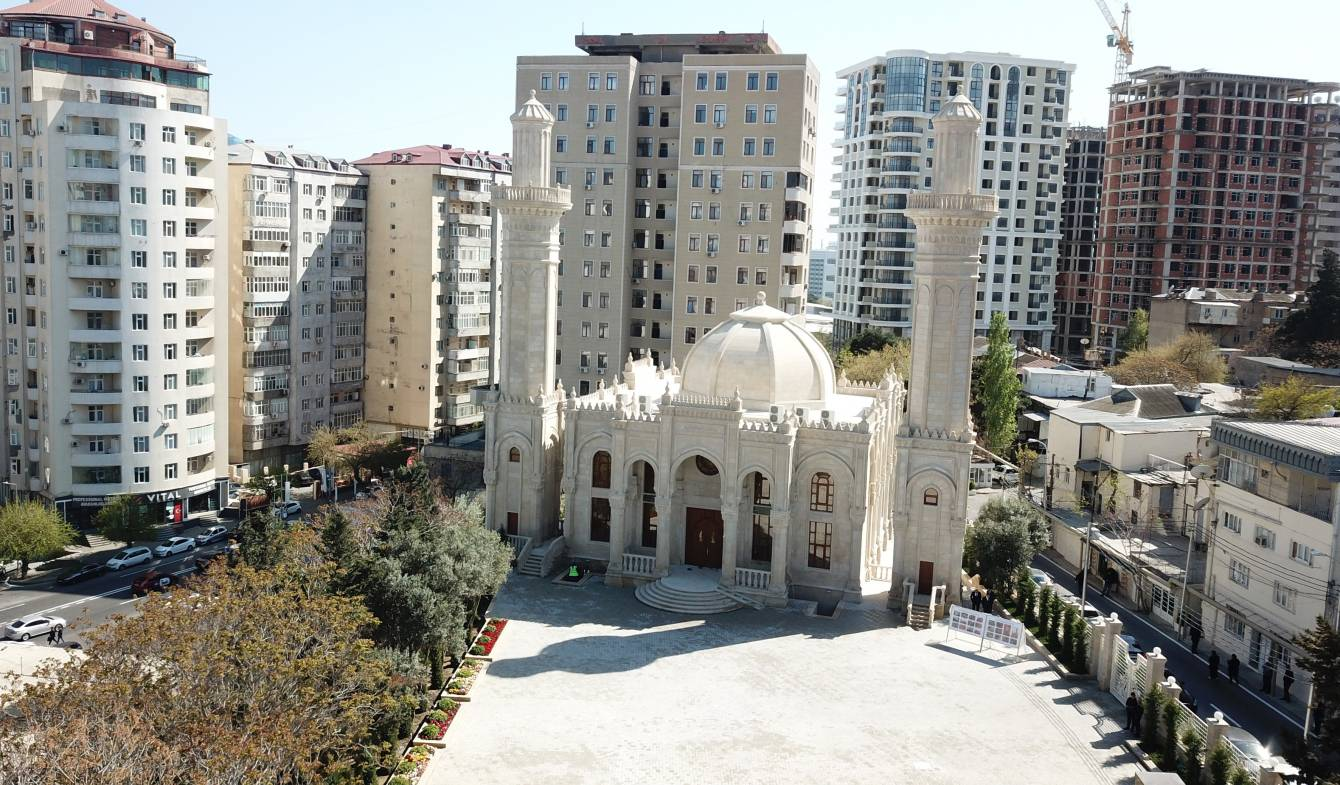